# Carl Reiner
Carl Reiner (Bronx, Nova York, 20 de març de 1922 – Beverly Hills, Califòrnia, 29 de juny de 2020) fou un actor, director, productor, guionista i còmic estatunidenc.

## Biografia
Reiner va començar a actuar en musicals a Broadway el 1948. A partir de 1950 va aparèixer regularment en el programa de televisió Your Show of Show, del que també va ser un dels guionistes, i des de 1954 en la continuació  Caesar's Hour . El 1960, a The Steve Allen Show, es va unir amb Mel Brooks per formar un duo còmic.
El 1961 va crear, va produir i va participar en la seva pròpia sèrie còmica, The Dick Van Dyke Show, que es va mantenir en antena fins a 1966. En va dirigir alguns episodis. El 1967 va fer la seva primera pel·lícula Enter Laughing, i més tard va dirigir diverses comèdies de l'actor Steve Martin com The Jerk (1979), Dead Men Don't Wear Plaid (1982), The Man with Two Brains (1983) i All of Me (1984). Carl va guanyar nou Emmy i Grammy durant la seva carrera, i va ser l'única persona que va aparèixer en les cinc versions de The Tonight Show.

## Filmografia
Filmografia:

### actor

#### Cinema
- 1959: Happy Anniversary: Bud
- 1959: The Gazebo: Harlow Edison
- 1961: Gidget Goes Hawaiian: Russ Lawrence
- 1963: The Thrill of It All: oficial alemany / Cad / Cowboy
- 1963: It's a Mad Mad Mad Mad World de Stanley Kramer: control torre a Rancho Conejo
- 1965: John Goldfarb, Please Come Home
- 1965: The Art of Love: Rodin
- 1966: Alice of Wonderland in Paris (veu)
- 1966: The Russians Are Coming the Russians Are Coming: Walt Whittaker
- 1966: No t'hi amoïnis, ja pensarem en algun títol (Don't Worry, We'll Think of a Title): Bookshop Customer
- 1967: A Guide for the Married Man de Gene Kelly: Tècnic
- 1969: The Comic: Al Schilling
- 1969: Generation: Stan Herman
- 1972: This Week in Nemtim (telefilm): Wise man
- 1973: 10 from Your Show of Shows
- 1977: Oh, God!: Convidat de Dinah
- 1978: The End: Dr. James Maneet
- 1979: The Jerk: Carl Reiner, the Celebrity Suing Navin
- 1982: Dead Men Don't Wear Plaid: Juliet's Butler / Field Marshall Wilfred von Kluck
- 1983: L'home amb dos cervells (The Man with Two Brains)
- 1987: Summer School: Mr. Dearadorian
- 1987: In the Mood: Alan Brady
- 1990: The Spirit of '76: Doctor Von Mobil
- 1993: Fatal Instinct: Jutge Ben Arugula
- 1998: Slums of Beverly Hills: Mickey Abromowitz
- 2000: Les aventures de Rocky i Bullwinkle de Des McAnuff: P.G. Biggershot
- 2001: Ocean's Eleven: Saul Bloom
- 2001: The Majestic: Executiu de l'estudi (veu)
- 2003: Good Boy!: Shep (veu)
- 2004: Ocean's Twelve: Saul Bloom
- 2007: Ocean's Thirteen: Saul Bloom

#### Televisió
- 1948: The Fashion Story (sèrie TV)
- 1949: The Fifty-Fourth Street Revue (sèrie TV): Regular (1949-50)
- 1950: Your Show of Shows (sèrie TV): Regular Performer
- 1954: Caesar's Hour (sèrie TV): George Hanson
- 1958: Sid Caesar Invites You (sèrie TV): Regular (1958)
- 1960: Head of the Family (telefilm): Rob Petrie
- 1964: Linus the Lionhearted (sèrie TV): Sascha Grouse / Dinny Kangaroo / Rory Raccoon (1964-1969) (veu)
- 1975: The 2000 Year Old Man (telefilm): Interviewer (veu)
- 1975: Medical Story (telefilm): Dr. Reiber
- 1976:  Good Heavens (sèrie TV): Mr. Angel
- 1980: Steve Martin: Comedy Is Not Pretty (telefilm): Sportscaster
- 1981: Skokie (telefilm): Abbot Rosen
- 1988: Mickey's 60th Birthday (telefilm)
- 1996: The Right to Remain Silent (telefilm): Norman Friedler
- 2003: The Alan Brady Show (telefilm): Alan Brady (voix)
- 2004: The Dick Van Dyke Show Revisited (telefilm): Alan Brady
- 2004: Father of the Pride (sèrie TV): Sarmoti (voix)
- 2009: Mon oncle Charlie: Marty (S7 ép 11)
- 2009: House, MD (Temporada 5, episodi 24): Eugene Schwartz
- 2010: Mon oncle Charlie: Marty (temp.8 ep. 10)
- 2010: Mon oncle Charlie: Marty (temp. 11 ep. 2)